# Anthony Albanese
Anthony Albanese (ur. 2 marca 1963 w Sydney) – australijski polityk, członek Australijskiej Partii Pracy (ALP), od 2007 do 2013 członek gabinetu federalnego, w tym od 27 czerwca do 18 września 2013 jako wicepremier Australii. Od 23 maja 2022 roku premier Australii.

## Życiorys

### Kariera polityczna
Jest absolwentem Uniwersytetu w Sydney, przed rozpoczęciem kariery politycznej pracował w bankowości. W 1985 został researcherem w gabinecie politycznym ówczesnego ministra samorządów lokalnych i administracji, Toma Urena. W 1989 stał się jednym z zastępców stanowego sekretarza generalnego ALP w Nowej Południowej Walii, a w 1995 został starszym doradcą ds. politycznych w ekipie ówczesnego premiera tego stanu, Boba Carra.
W 1996 został wybrany do Izby Reprezentantów jako przedstawiciel okręgu wyborczego Grayndler, obejmującego część Sydney. W 1998 trafił do gabinetu cieni, w którym zasiadał przez dziewięć kolejnych lat. Po wygranej ALP w wyborach w 2007 roku objął urząd ministra odpowiedzialnego za kwestie infrastrukturalne. Pełnił to stanowisko, z lekko zmieniającymi się szczegółowymi zakresami kompetencji, w trzech kolejnych gabinetach ALP: pierwszym gabinecie Rudda, pierwszym gabinecie Gillard oraz drugim gabinecie Gillard.
26 czerwca 2013 na posiedzeniu klubu parlamentarnego ALP, na którym dokonano zmiany lidera partii z Julii Gillard na Kevina Rudda, Albanese został wybrany zastępcą lidera federalnego ALP. Tradycyjnie stanowisko to łączy się z urzędem wicepremiera, o ile tylko partia jest u władzy. Następnego dnia wszedł w skład drugiego gabinetu Rudda jako zastępca szefa rządu, a także minister odpowiedzialny za kwestie transportu i łączności. Opuścił te stanowiska we wrześniu 2013, co miało związek z przegranymi przez ALP wyborami i przejściem tej partii do opozycji.
23 maja 2022 został wybrany na premiera Australii.
Pozostał na stanowisku premiera w wyniku zwycięstwa Australijskiej Partii Pracy w wyborach parlamentarnych w Australii 3 maja 2025 .

### Życie prywatne
Albanese jest mężem partyjnej koleżanki, Carmel Tebbutt, która reprezentuje tę samą część Sydney w Zgromadzeniu Legislacyjnym Nowej Południowej Walii i która przez pewien czas pełniła urząd wicepremiera tego stanu. Mają jednego syna.